# معركة حماة (2024)
معركة حماة 2024 كانت إحدى المحطات البارزة في هجوم شمال غرب سوريا، الذي انطلق من ريفي حلب وإدلب. شنت فصائل المعارضة السورية المسلحة هذه العملية العسكرية يوم السبت 30 نوفمبر 2024، بعد ساعات فقط من سيطرتها على مدينة حلب. بدأت القوات المعارضة بالتوغل في ريف حماة الشمالي وسط تقارير عن انسحاب سريع ومتتابع لقوات النظام السوري، رغم نفي النظام لهذه الأنباء.
في اليوم الأول، تمكنت المعارضة من السيطرة على عدة بلدات وقرى استراتيجية في ريف حماة، من بينها كفر زيتا، اللطامنة، ومنطقة مورك الواقعة على الطريق الدولي M5 الذي يربط بين حلب ودمشق. وأصبحت قوات المعارضة على بعد 20 كيلومتراً فقط من مدينة حماة.
انتهت المعركة يوم الخميس 5 ديسمبر 2024، عندما دخلت قوات المعارضة مدينة حماة، وهي رابع أكبر مدن سوريا، وأحكمت السيطرة عليها وعلى ريفها بالكامل. أعلنت الفصائل المعارضة أنها أفرجت عن مئات السجناء من سجن حماة المركزي، وبدأت التحضيرات للمعركة القادمة في حمص.
تأخر انخراط الفصائل الرئيسية في معركة حماة لحين الانتهاء من العمليات العسكرية التي كانت تهدف إلى تأمين مدينة حلب ومنع تكرار سيناريو تطويقها كما حدث في عام 2013. شملت هذه العمليات السيطرة على تل رفعت، نبل، الزهراء، السفيرة، خناصر، الشيخ نجار، ومطار حلب، لضمان تأمين المدينة بشكل كامل.
في الأيام الأولى من معركة حماة، كانت طلائع قوات هيئة تحرير الشام هي الوحيدة التي دخلت إلى محافظة حماة، حيث ركزت القوة الرئيسية للهيئة على محاربة القوات الكردية في شمال وشرق مدينة حلب. انخرطت الهيئة فعليًا في المعركة يوم 2 ديسمبر 2024، بعد السيطرة على مدينة صوران، وذلك عقب تجميع قواتها في بلدة مورك لتحضير الهجوم على صوران وطيبة الإمام ومعردس الواقعة على الطريق الدولي دمشق - حلب.
خلال هذا الوقت، أشارت تقارير إلى وصول تعزيزات كبيرة لقوات المعارضة بلغ قوامها حوالي 13,000 مقاتل لدعم الجبهة. في المقابل، استغل النظام هذه الفترة لتعزيز مواقعه في حماة وتحصين المدينة استعدادًا للمعركة الفاصلة.
تُعد معركة حماة نقطة تحول حاسمة في الحرب الأهلية السورية التي استمرت لأكثر من 13 عامًا. بعد هذه المعركة، تمكنت قوات المعارضة من تحقيق تقدم سريع، حيث سيطرت خلال ثلاثة أيام فقط على مدن حمص ودمشق ودرعا والمناطق الساحلية، مما أدى إلى إنهاء الصراع المستمر بين قوات حكومة بشار الأسد والمعارضة المسلحة.
وصف المرصد السوري لحقوق الإنسان هذه المعركة بأنها "معركة الفصل الحقيقية"، مؤكدًا أن نتيجتها ستكون حاسمة لمستقبل سوريا. وأشار إلى أن النظام السوري قد تمكن سابقًا من صد محاولات المعارضة للسيطرة على حماة، مما جعل هذه المعركة ذات أهمية استراتيجية كبيرة.

## خلفية تاريخية
في ربيع عام 2015، شنت فصائل المعارضة المسلحة، بقيادة جيش الفتح، هجومًا كبيرًا في محافظة إدلب. تألفت قوات جيش الفتح من فصائل رئيسية مثل جبهة النصرة، أحرار الشام، صقور الشام، والحزب الإسلامي التركستاني. تمكنت هذه القوات من السيطرة على مدينة إدلب في مارس من ذلك العام، وواصلت تقدمها جنوبًا حتى وصلت إلى مدينة مورك في محافظة حماة بحلول خريف 2015، بعد سبعة أشهر من سقوط إدلب.
مع ذلك، استطاع النظام السوري بناء خط دفاعي قوي جنوب مورك. امتد هذا الخط الدفاعي من محردة وحلفايا في الغرب، مرورًا بـ طيبة الإمام، معردس، وصوران في الوسط، وصولًا إلى كوكب والفان الشمالي في الشرق. بدعم بري من الميليشيات الشيعية والجوي من القوات الروسية، تمكنت قوات النظام من التصدي لهجوم جيش الفتح.
في ربيع عام 2017، شنت قوات المعارضة هجومًا جديدًا نجحت خلاله في كسر هذا الخط الدفاعي والوصول إلى أطراف مدينة حماة على بعد 5 كيلومترات فقط. إلا أن النظام، بدعم من روسيا وإيران، تمكن من استعادة المناطق التي خسرها.
بين عامي 2018 و2019، وبعد استعادة النظام سيطرته على مناطق استراتيجية مثل درعا، ريف حمص الشمالي، غوطة دمشق، ومدينة دير الزور، شن النظام هجومًا واسعًا في أواخر عام 2019 على ريف حماة الشمالي ومحافظة إدلب. بحلول مارس 2020، تمكنت قوات النظام من السيطرة على الطريق الدولي دمشق - حلب، بالإضافة إلى جنوب وشرق إدلب، محاصرة قوات المعارضة في شريط ضيق قرب الحدود التركية.
في وقت لاحق، توصلت روسيا وتركيا إلى اتفاق لوقف الأعمال القتالية، وتم الإعلان عن إقامة مناطق خفض التصعيد، مما أوقف الحرب بشكل جزئي في تلك المناطق.

## ادّعاءات الدعم الأوكراني
زعمت مصادر  أنّه في 11 نوفمبر 2024، أرسلت الاستخبارات الأوكرانية نحو 20 خبيرًا في تشغيل الطائرات المسيّرة، بالإضافة إلى حوالي 150 طائرة مسيّرة إلى معقل الفصائل المسلحة في إدلب. وكان الهدف من هذا الدعم مساعدة "هيئة تحرير الشام"، التي قادت هجوم فصائل المعارضة المسلحة على المناطق التي كان يسيطر عليها نظام بشار الأسد.
ووفقًا لمصادر غربية، فإن الدعم الذي قدمته أوكرانيا كان له دور محدود في الإطاحة بنظام الأسد. ومع ذلك، يعد هذا الدعم جزءًا من جهود أوكرانية سرية تهدف إلى ضرب العمليات العسكرية الروسية في عدة مناطق، بما في ذلك الشرق الأوسط، إفريقيا، وداخل الأراضي الروسية.

## الاستعدادات
في 27 نوفمبر 2024، شنت جماعات المعارضة السورية بقيادة هيئة تحرير الشام هجومًا كبيرًا ضد القوات المسلحة السورية في شمال غرب سوريا. وكان هذا الهجوم الأول من نوعه منذ وقف إطلاق النار في إدلب في مارس 2020. أسفرت العملية عن استيلاء سريع على عشرات القرى من قبل قوات المعارضة وإضعاف كبير لدفاعات الجيش السوري. وكان الهجوم جزءًا من محاولات المعارضة السورية لتوسيع نفوذها في المناطق الإستراتيجية، لا سيما تلك التي تضمن خطوط إمداد مع تركيا.
اتجهت فلول القوات النظامية التي فرت من حلب إلى حماة وأيضاً أرسل النظام تعزيزات من القوات الخاصة والميليشيات العراقية والعلوية إلى حماة فاجتمع للنظام حوالي 15,000 مقاتل من الفرقة 25 والفرقة 11 وغيرها من الميليشيات في حين أن قوات المعارضة السورية، التي تضم فصائل متعددة مثل هيئة تحرير الشام والجيش الوطني السوري، تقدر بأكثر من 10,000 مقاتل، تم استخدام طائرات مسيّرة من نوع "شاهين" في الهجمات، مما ساعد في زيادة فعالية الهجوم ضد المواقع العسكرية السورية ورغم التقارير التي تحدثت عن انسحاب كامل، نفت وزارة الدفاع السورية هذه الأنباء، مشيرة إلى أن العمليات العسكرية ما زالت جارية في المنطقة.
في 5 ديسمبر/كانون الأول 2024، سيطر مقاتلو المعارضة على مدينة حماة الرئيسية، وأعلنت القوات المسلحة السورية أنها أعادت الانتشار خارج المدينة “لحماية أرواح المدنيين وتجنب القتال في المناطق الحضرية” بعد ما وصفته بـ”اشتباكات عنيفة”. وقالت المعارضة إنها تستعد للتقدم جنوبًا نحو حمص، المدينة الاستراتيجية التي تعد نقطة التقاء تربط العاصمة دمشق بالشمال والساحل.

## أيام المعركة
30 تشرين الثاني السبت:
السيطرة على مورك أول بلدة في محافظة حماة، كما سيطرت الفصائل على كفر زيتا واللطامنة  وكفر نبودة وعطشان وسكيك ومعركبة ولحايا وتل الصوان.
1 كانون الأول الأحد:
السيطرة على قرى في ريف حماة الشمالي الشرقي منها كوكب ومعان والكبارية وطيبة الاسم والفان الشمالي ، وأصبحت القوات المعارضة على تماس مباشر مع خط الدفاع الأول عن مدينة حماة الممتد من محردة إلى صوران إلى الفان الشمالي.
2 كانون الأول الاثنين:
السيطرة على مدينة صوران الاستراتيجية وطيبة الإمام، وحلفايا ومعردس على الطريق الدولي وكذلك السيطرة على كرناز والكركات وبريديج والجبين وتل ملح والجلمة في غرب حماة والمبطن في شرقها، والسيطرة على الرهجان وقصر أبو سمرة في بادية حماة.
3 كانون الأول الثلاثاء:
السيطرة على مدينة قلعة المضيق الاستراتيجية وكذلك اللواء 87 قوات خاصة وعلى مدرسة المجنزرات وبلدة معرشحور وتقع هذه الثلاثة الأخيرة على الطريق من حماة إلى خناصر، وكذلك سيطروا على جبل كفراع الاستراتيجي الذي يقع شرقي جبل زين العابدين بثلاثة كيلومترات، وعلى رحبة خطاب، لكن النظام استعاد الرحبة، أصبحت المعارضة على تماس مباشر مع خط الدفاع الثاني والأخير عن مدينة حماة المتمثل بجبل زين العابدين الذي يرتفع 620 متراً وقمحانة وخربة الحجامة ورحبة خطاب.
4 كانون الأول الأربعاء:
دفعت الهيئة ب العصائب الحمراء في 4  كانون الأول، وقام الجولاني بزيارة الجبهة التي بدت خطوط الاشتباك فيها عند محور جبل زين العابدين وبلدة قمحانة مجمدة فاستطاعت الهيئة السيطرة على الفرقة 25 قوات خاصة واللواء 66 دفاع جوي وبلدات المباركات وكاسون الجبل ورسم البغل وأم جرن في شرق المدينة مباشرة وأصبحت المدينة من الشرق مطوقة بالكامل بعد وصول المعارضة إلى حي الصواعق وحي المزارب الواقعين في شرق المدينة  وسيطرت كذلك على بلدة خطاب ورحبتها وبلدات خربة الحجامة والمجدل والشير وزور الجديد وسوبين في غرب المدينة.
كذلك سيطرت الفصائل على مدينة سلمية وبلدة عقيربات، وبذلك تقطع الطريق الصحراوي عن حلب فصارت الفصائل متفرغة لجبهة حماة، لأن النظام استخدم الطريق الصحراوي سابقاً للالتفاف على الفصائل مرة في 2013 ومرّة في 2016، وجعلهم يخسرون إنجازاتهم.
5 كانون الأول الخميس:
العصائب الحمراء التي يوكل إليها تنفيذ المهام المستعصية سيطرت صباح هذا اليوم على جبل زين العابدين وهذا الجبل تتحصن فيه ميليشيات عراقية شيعية وميليشيات من العلويين، وكان الجبل قد صمد لثلاثة أيام، ومهدت هذه العصائب الطريق لتقدم باقي قوات الفصائل إلى شمال المدينة متقدمة من جبل كفراع ومعردس، وبذلك تم محاصرة قمحانة واجتيازها إلى شمال حماة المدينة وفرض طوق على شمال مدينة حماة، وكذلك السيطرة على قرى أرزة والشيحة وشرعايا وكفر الطون في غرب المدينة مباشرة وصاروا على حدود الأحياء الغربية وحدود مطار حماة العسكري الذي سيطروا عليه نارياً وأصبحت المدينة مطوقة من الغرب بالكامل بقطع طريق مصياف، وذلك بعد تطويقها من الشرق في اليوم الماضي، ومن الشمال صبيحة اليوم، كما أنّ السيطرة على شرعايا جعلت المعارضة على أبواب حي كازو شمال المدينة، أيضاً كانت شبه مطوقة من الجنوب من الرستن التي تنشط فيها خلايا الفصائل.
بعد ذلك في ظهيرة اليوم بدأ دخول قوات المعارضة إلى حماة من الشرق والشمال والغرب وسيطروا على ساحة العاصي ومبنى الشرطة ومبنى المحافظة والفروع الأمنية، وتم تحرير سجناء سجن حماة بعد السيطرة على سجن حماة المركزي، حيث بدأت مراحل التقدم ضمن أحياء جبرين - الصواعق - المزارب - سوق الغنم - عين اللباد - الصناعة - القصور - دوار الجب - الحميدية، وقال أبو محمد الجولاني في مقطع فيديو نشرته إدارة عمليات الفصائل على تطبيق «تلغرام»، خاطب الجولاني أهالي المدينة:
《أبشّركم أن إخوانكم المجاهدين الثوار بدأوا بالدخول إلى مدينة حماة لتطهير ذاك الجرح الذي استمر في سورية لمدة 40 عاما》، وأضاف: 《أسال الله عز وجل أن يكون فتحاً لا ثأر فيه بل فتحاً كله رحمة ومودة》، فيما قال المقدم حسن عبد الغني الناطق باسم عمليات ردع العدوان التابعة للمعارضة: 《حطمنا الفرقة 25 التابعة للمجرم سهيل الحسن والتي أذاقت السوريين أنواع العذاب ومن تبقى منها الآن هو عبارة عن فلول مبعثرة مشتتة》،وأضاف: 《حماة الفداء دخلها حافظ الأسد بالدبابات وسلبها من أهلها واليوم دخلناها بالدبابات ونعيدها لأهلها》، بعدها سيطرت الفصائل على مطار حماة العسكري وانسحب الجيش النظامي من حماة باتجاه مدينة حمص، وقالت وزارة الدفاع السورية بعد إقرارها بالهزيمة في بيان عسكري: 《على مدى الأيام الماضية خاضت قواتنا المسلحة معارك ضارية لصد وإفشال الهجمات العنيفة والمتتالية التي شنتها التنظيمات الإرهابية على مدينة حماة من مختلف المحاور وبأعداد ضخمة مستخدمة كل الوسائط والعتاد العسكري، ومستعينة بالمجموعات الانغماسية》 وأضافت: 《وخلال الساعات الماضية ومع اشتداد المواجهات بين جنودنا والمجموعات الإرهابية وارتقاء أعداد من الشهداء في صفوف قواتنا تمكنت تلك المجموعات من اختراق محاور عدة في المدينة ودخولها رغم تكبدهم خسائر كبيرة في صفوفهم》 واستدركت: 《وتؤكد القيادة العامة للجيش والقوات المسلحة أنها ستواصل القيام بواجبها الوطني في استعادة المناطق التي دخلتها التنظيمات الإرهابية》